# Redatelj
Redatelj je osoba koja vodi proces snimanja filma, koordinira rad na njemu, te glumcima daje upute o željenom načinu glume u pojedinim scenama. Redatelj također može sudjelovati u procesima castinga, uređivanja ili zamjene pojedinih dijelova scenarija, kao i određivanju kutova snimanja, te uređivanju filma za njegovu konačnu verziju.
Tipično je za redatelja da ima potpunu kontrolu nad svim aspektima filma, ali nije rijetko da bude obvezan zahtjevima producenta ili filmskog studija. U većim produkcijama redatelj manje važne scene najčešće prepušta pomoćnoj ekipi (engleski: second unit).
Redatelja se često naziva i režiserom, a ženska osoba koja vodi režiju filma naziva se redateljica ili režiserka.
Kazališni redatelj je osoba koja idejno i organizacijski postavlja kazališni komad na scenu. Također sudjeluje u osmišljavanju scenskog aranžmana predstava te je odgovoran za sve aspekte scenskog čina i rad s glumcima.